# هانگژو ۲۴۵۴۱
سیارک ۲۴۵۴۱ (به انگلیسی: 24541 Hangzou، نامگذاری:2001DO16) بیست و چهار هزار و پانصد و چهل و یکمین سیارک کشف شده‌است که در ۱۶ فوریه ۲۰۰۱ کشف شد.
قدر مطلق سیارک برابر ۱۲.۳ است.